# Mahinthrathirat
Mahinthrathirat (tiếng Thái: มหินทราธิราช) (1539-1569) là vua của Ayutthaya 1564 đến năm 1568 và một lần nữa vào năm 1569. Ông cai trị lần đầu tiên ông là một chư hầu của Toungoo Miến Điện trước khi khôi phục lại cha ông vào năm 1568 làm vua có chủ quyền. Ông trở thành vua vào năm 1569 sau cái chết của cha ông trong cuộc Tấn công lần thứ ba của Ayutthaya bởi lực lượng Toungoo. Mahinthrathirat là vương triều cuối cùng của triều đại Suphannaphum khi vương quốc rơi vào tay người Miến Điện năm 1569.:41–42 Mahinthrathirat được biết đến vì những nỗ lực của ông để chống lại quyền lực của Miến Điện và Phitsanulok bằng cách tìm kiếm liên minh với Setthathirath của Lan Xang.

## Một hoàng tử xa ngôi
Hoàng tử Mahinthrathirat là con của Maha Chakkrapat và Nữ hoàng Sri Suriyothai. Mahinthrathirat có một anh trai Ramesuan Uparaja - sau đó là người thừa kế ngai vàng. Năm 1548, Tabinshweti diễu hành quân đội Miến Điện xâm lược Ayutthaya. Mahinthrathirat gia nhập gia đình của mình để chiến đấu với người Miến Điện. Tuy nhiên, mẹ của ông, Nữ hoàng Sri Suriyothai, đã bị giết trong trận chiến.

## Chiến tranh với Bayinnaung
Bayinnaung, anh rể của Tabinshweti, đã dẫn người Miến Điện xâm lược Ayutthaya vào năm 1563. Bayinnaung đã vây hãm Ayutthaya vào năm 1564,:27–41 Và cài đặt Mahin làm vua chư hầu ngày 18 tháng 2 năm 1564.
Maha Thammarachathirat, vua của Phitsanulok và bậc cao quý của Maha Chakkrapat, đã liên minh với Bayinnaung kể từ chiến tranh năm 1563. Maha Chakkrapat đã tìm kiếm một liên minh với Setthathirat của Lan Xang, thông qua cuộc hôn nhân của con gái ông Thepkasattri, nhưng Maha Thammarachathirat thông báo Bayinnaung về cuộc hôn nhân sắp xếp và các liên minh. Bayinnaung sau đó bắt cóc Thepkasatri trên đường đến Viêng Chăn. Điều này đã buộc Maha Chakkrapat phải từ bỏ ngôi vị với Mahinthrathirat, người đã lên kế hoạch tấn công Phitsanulok với Setthathirat. Sau cuộc tấn công không thành công đó, Mahinthrathirat kêu gọi cha ông trở lại quyền lực quyền lực trong cuộc khủng hoảng tiếp theo.

## Sự sụp đổ của Ayutthaya
Bayinnaung sau đó đã lãnh đạo quân đội Miến Điện chống lại Ayutthaya với sự hỗ trợ của Maha Thammarachathirat. Người Miến Điện đã vây thành Ayutthaya, trong đó, Maha Chakkrapat bị ốm và chết (ngày 15 tháng 4 năm 1569, theo biên niên sử Miến Điện). Mahinthrathirat lại chiếm ngai vàng. Mặc dù vài tháng nỗ lực, Ayutthaya đứng vây hãm. Bayinnaung sau đó đã hối lộ Phraya Chakri, một tướng Xiêm bị bắt, là gián điệp. Mahinthrathirat nắm lấy tướng lãnh quay trở lại với sự tin cậy và bổ nhiệm chỉ huy Phraya Chakri của phe bảo vệ Xiêm La. Phraya Chakri đã có thể đặt quân đội ít được đào tạo và không đủ năng lực ở phía trước cuộc tấn công của Miến Điện, và do đó đã bị đánh bại dễ dàng. Thành phố được lấy vào ngày 2 tháng 8 năm 1569, Sau chín tháng.
Bayinnuang đã lắp đặt Maha Thammarachathirat làm vua Ayutthaya vào ngày 29 tháng 9 năm 1569, Phụ thuộc vào Pegu. Mahinthrathirat cùng với gia đình và tầng lớp quý tộc đã bị bắt và đưa đến Pegu. Mahinthrathirat qua đời trong cùng một năm trên đường.

## Tiểu sử
- Prince Damrong Rajanubhab (1928). Aung Thein (Translator), Chris Baker (biên tập). Our Wars with the Burmese: Thai–Burmese Conflict 1539–1767 (ấn bản thứ 2001). Bangkok: White Lotus. ISBN 974-7534-58-4. {{Chú thích sách}}: |editor= có tên chung (trợ giúp)
- Eade, J.C. (1989). Southeast Asian Ephemeris: Solar and Planetary Positions, A.D. 638–2000. Ithaca: Cornell University. ISBN 0-87727-704-4.
- Harvey, G. E. (1925). History of Burma: From the Earliest Times to ngày 10 tháng 3 năm 1824. London: Frank Cass & Co. Ltd.
- Kala, U (1724). Maha Yazawin (bằng tiếng Miến Điện). Quyển 1–3 (ấn bản thứ 4). Yangon: Ya-Pyei Publishing.
- Maha Sithu (1798). Myint Swe (1st ed.); Kyaw Win, Ph.D. and Thein Hlaing (2nd ed.) (biên tập). Yazawin Thit (bằng tiếng Miến Điện). Quyển 1–3 (ấn bản thứ 2). Yangon: Ya-Pyei Publishing.{{Chú thích sách}}:  Quản lý CS1: nhiều tên: danh sách biên tập viên (liên kết) Quản lý CS1: tên số: danh sách biên tập viên (liên kết)
- Royal Historical Commission of Burma (1832). Hmannan Yazawin (bằng tiếng Miến Điện). Quyển 1–3 (ấn bản thứ 2003). Yangon: Ministry of Information, Myanmar.